# Кава Вале Рена (Палермо)
Кава Вале Рена је насеље у Италији у округу Палермо, региону Сицилија.
Према процени из 2011. у насељу је живело 3 становника. Насеље се налази на надморској висини од 745 м.